# Ayenia tenuicaulis
Ayenia tenuicaulis är en malvaväxtart som beskrevs av Ignatz Urban. Ayenia tenuicaulis ingår i släktet Ayenia och familjen malvaväxter. Inga underarter finns listade i Catalogue of Life.